# Arcturina triangularis
Arcturina triangularis är en kräftdjursart som beskrevs av Barnard 1957. Arcturina triangularis ingår i släktet Arcturina och familjen Arcturidae. Inga underarter finns listade i Catalogue of Life.